# Čistiny
Čistiny jsou zrušená přírodní rezervace na Slovensku. Nacházela se v katastrálním území obcí Kamenín a Kamenný Most v okrese Nové Zámky v Nitranském kraji. Území o rozloze 17,85 hektaru bylo vyhlášeno v roce 2001. Přírodní rezervace byla ke dni 15. září 2020 zrušena a nahrazena chráněným areálem Kamenínská slaniska.